# 馬拉威湖深水鬍鯰
馬拉威湖深水鬍鯰，為輻鰭魚綱鯰形目塘虱魚科的其中一種，分布於非洲馬拉威湖流域，為特有種，棲息在湖泊的底層水域，體長可達100公分，屬肉食性，以浮游動物、小魚及昆蟲等為食，可做為食用魚及觀賞魚。

## 外部連結
- 馬拉威湖深水鬍鯰的圖片 （页面存档备份，存于）

## 扩展阅读
維基物種上的相關：馬拉威湖深水鬍鯰